# Morley Cowles Ballantine
Elizabeth Morley Cowles Gale Ballantine (Des Moines, 21 de maio de 1925 – Durango, 10 de outubro de 2009), também conhecida como Morley Cowles Ballantine, foi uma editora de jornal americana, filantropa e ativista dos direitos das mulheres. Herdeira de uma família de editores de jornais de Iowa, ela e seu segundo marido, Arthur A. Ballantine, compraram dois jornais em Durango, no estado de Colorado, em 1952, que se unificaram como The Durango Herald em 1960. O casal também iniciou o Ballantine Family Fund, que apoiou as artes e a educação no Sudoeste de Colorado. Após a morte do marido em 1975, Ballantine assumiu a presidência da editora, continuando a produzir uma coluna semanal e outros editoriais. Ela recebeu muitos prêmios no setor jornalístico e vários títulos honorários. Ela foi introduzida no Hall da Fama dos Negócios do Colorado em 2002 e teve uma homenagem póstuma no Hall da Fama das Mulheres do Colorado em 2014.

## Primeiros anos e família
Minha mãe foi chamada de 'Kay Graham do Colorado'. Ambos nasceram de famílias poderosas de jornais e foram levados ao topo com a morte de um cônjuge que era chefe de reportagem (Morley, no entanto, era experiente como colunista de jornais). Ambas as mulheres se tornaram líderes comerciais e de culturas carismáticas e fortes após se tornarem viúvas. Ninguém se casou novamente.

–Elizabeth Ballantine
Elizabeth Morley Cowles nasceu em 21 de maio de 1925 na cidade de Des Moines, em Iowa, sendo mais velha dos quatro filhos de John Cowles Sr. e sua esposa Elizabeth (nascida Bates). Seu avô, Gardner Cowles Sr., havia comprado o diário Des Moines Register em 1903; seu pai tornou-se vice-presidente, gerente geral e editor associado dos jornais matutinos e vespertinos de Des Moines na década de 1920. Em 1935, quando seu avô, pai e tio Gardner Cowles Jr. comprou The Minneapolis Star, seu pai mudou a família para Minneapolis. Sua mãe era ativa nos direitos das mulheres e direitos civis, sendo a fundadora da filial da Federação de Paternidade Planejada da América, em Iowa e membro vitalício da Associação Nacional para o Progresso de Pessoas de Cor.

## Educação
Elizabeth frequentou a Greenwood Elementary School em Des Moines. Ela passou a estudar no Smith College, na Universidade de Stanford e na Universidade de Minnesota. No entanto, ela não obteve um diploma de graduação até 1975, recebendo seu bacharelado em Estudos do Sudoeste no Fort Lewis College em Durango, Colorado.

## Casamentos
Em julho de 1944 ela se casou com Richard P. Gale Jr., um soldado do Exército dos Estados Unidos. Eles tiveram um filho, Ricardo. Gale cometeu suicídio em março de 1946. Em julho de 1947, ela se casou novamente, desta vez com Arthur A. Ballantine, um graduado da Universidade Harvard e da Universidade Yale que trabalhava como repórter para o Minneapolis Star and Tribune de propriedade de seu pai. O casal teve um filho e duas filhas.

## Chefe de reportagem e editora

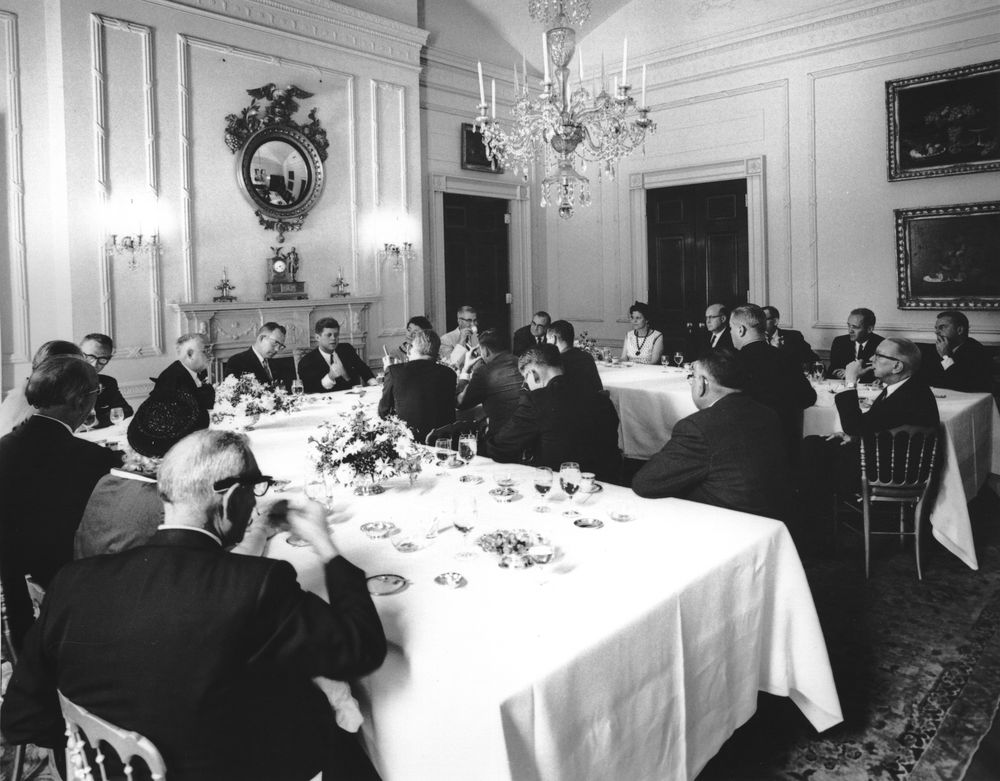
Morley Cowles Ballantine senta-se à esquerda do Presidente da República, John F. Kennedy, em um almoço de 1962 na Casa Branca para chefes de reportagem e editores de Colorado (fotografia da Casa Branca)

Em junho de 1952, os Ballantines compraram dois jornais de Durango, o diário Durango Herald-Democrat e o semanário Durango News, e transferiram sua família para a cidade. Em 1960 eles unificaram ambas as publicações no The Durango Herald. Morley atuou como editora enquanto Arthur gerenciava o setor financeiro do periódico; eles trabalhavam em mesas adjacentes. Sob sua gestão, o jornal "defendeu causas educacionais e culturais e promoveu o governo progressista". Ballantine escrevia uma coluna semanal, além de editoriais que abordavam questões locais e internacionais, assinando suas colunas com as iniciais "MCB". Em alguns casos, ela e seu marido escreveram editoriais de manchetes opostas, como foi durante a eleição presidencial de 1968 nos Estados Unidos, quando ela apoiou a candidatura de Hubert Humphrey, e ele na campanha de Richard Nixon. Ela também escreveu uma coluna de conselhos.
Ela foi considerada "progressista" por empregar homens e mulheres como conselheiras. Suas conexões como descendente de uma proeminente família jornalística lhe proporcionaram contatos mais amplos do que normalmente estariam disponíveis para uma editora de cidade pequena. Ela foi fotografada sentada ao lado do presidente John F. Kennedy em um almoço de 1962 para chefes de reportagem e editores do Colorado na Casa Branca.
Ballantine tornou-se presidente do conselho do jornal após a morte de seu marido em 1975. Ela continuou a trabalhar como editora, mas passou as funções de editora para seu filho, Richard, em 1983. Ela expandiu as participações da editora familiar com a aquisição do Cortez Journal e do Mancos Times em 1999 e da Dolores Star em 2000.

## Filantropa
O casal fundou o Ballantine Family Fund em 1957. O fundo apoiou organizações sem fins lucrativos de artes e educação no sudoeste do Colorado. Suas primeiras doações incluíram o desenvolvimento da Fort Lewis College de uma faculdade agrícola e mecânica de dois anos para uma faculdade de quatro anos, e o estabelecimento do Centro de Estudos do Sudoeste do campus com uma doação inicial de dez mil dólares em 1964. Os Ballantines doaram mais de um milhão de dólares ao Centro em seus primeiros 40 anos de existência.  Outros beneficiários do fundo foram a Universidade de Denver, a Fountain Valley School, o Durango Arts Center e a San Juan County Historical Society. O fundo tem sido operado por curadores desde a morte dos Ballantines; em 2017, concedeu mais de 300 mil dólares em doações.

## Outras atividades
Ballantine apoiou ativamente os direitos das mulheres tanto em seu trabalho profissional quanto filantrópico. Ela escreveu editoriais abordando sobre igualdade salarial, assédio no local de trabalho e pró-escolha. Ao contrário de outras editoras do Colorado, Ballantine deu dinheiro e apoiou as campanhas políticas das mulheres. Ela foi uma forte apoiadora da Lista de EMILY, e também doou para as campanhas de mulheres candidatas em outros estados. Ela foi a principal apoiadora da Clínica Durango, administrada pela Rocky Mountain, Federação de Paternidade Planejada da América, que lhe concedeu o Prêmio Margaret Sanger em 2004.

## Afiliações e associações
Em 1968, Ballantine tornou-se a primeira mulher presidente da Colorado Associated Press Association. Ela foi membro fundadora do Women's Resource Center em Durango e da Women's Foundation of Colorado. Ativa na Liga das Mulheres Eleitoras por mais de cinco décadas, ela trabalhou no conselho estadual dessa organização entre 1960 a 1965. Ela era administradora do Simpson College, Fort Lewis College e da Universidade de Denver.
Ballantine foi membro do conselhos de artes e bibliotecas locais, bem como de comissões estaduais de planejamento, incluindo a Comissão Anti-Discriminação (1959–1961), a Comissão de Uso da Terra do Colorado, o Conselho Estadual de Preservação Histórica Nacional e a Comissão Estadual de Status da Mulher (1973–1975).

## Honrarias e prêmios
Ballantine recebeu vários prêmios de jornalismo. Seu primeiro, em 1953, foi um prêmio de primeiro lugar da Colorado Press Association (CPA) por uma matéria apoiando o direito do presidente dos Estados Unidos de "negociar tratados estaduais". Ela ganhou cinco dos dezessete prêmios CPA recebidos pelo The Durango Herald em 1956. Entre os prêmios compartilhados conquistados por Ballantine e seu marido estava um prêmio de jornalismo de destaque em 1967 da Escola de Jornalismo da Universidade do Colorado.
Ela recebeu um diploma honorário do Simpson College em 1980, um doutorado honorário da Universidade de Denver em 2002 e um doutorado honorário do Fort Lewis College em 2004, sendo a primeira mulher a receber o último diploma.
Ballantine foi homenageada como Cidadão do Ano de 1990 pela Câmara de Comércio da Área de Durango e Filantropia do Ano do Colorado em 2000 pela Comissão do Governador de Serviço Comunitário Nacional e pela Associação de Filantropia de Saúde. Ela foi homenageada em 2001 em Artes e Humanidades da Fundação Bonfils-Stanton. Ela foi introduzida no Hall da Fama dos Negócios do Colorado em 2002.
Em 2007, a Durango Area Chamber Resort Association renomeou seu prêmio anual Athena como o Prêmio Morley Ballantine. Em 2014, Ballantine recebe uma homenagem póstuma no Hall da Fama das Mulheres do Colorado.

## Morte
Ballantine morreu de insuficiência respiratória em sua casa em Durango em 10 de outubro de 2009, aos 84 anos.